# Vår Gud är oss en väldig borg

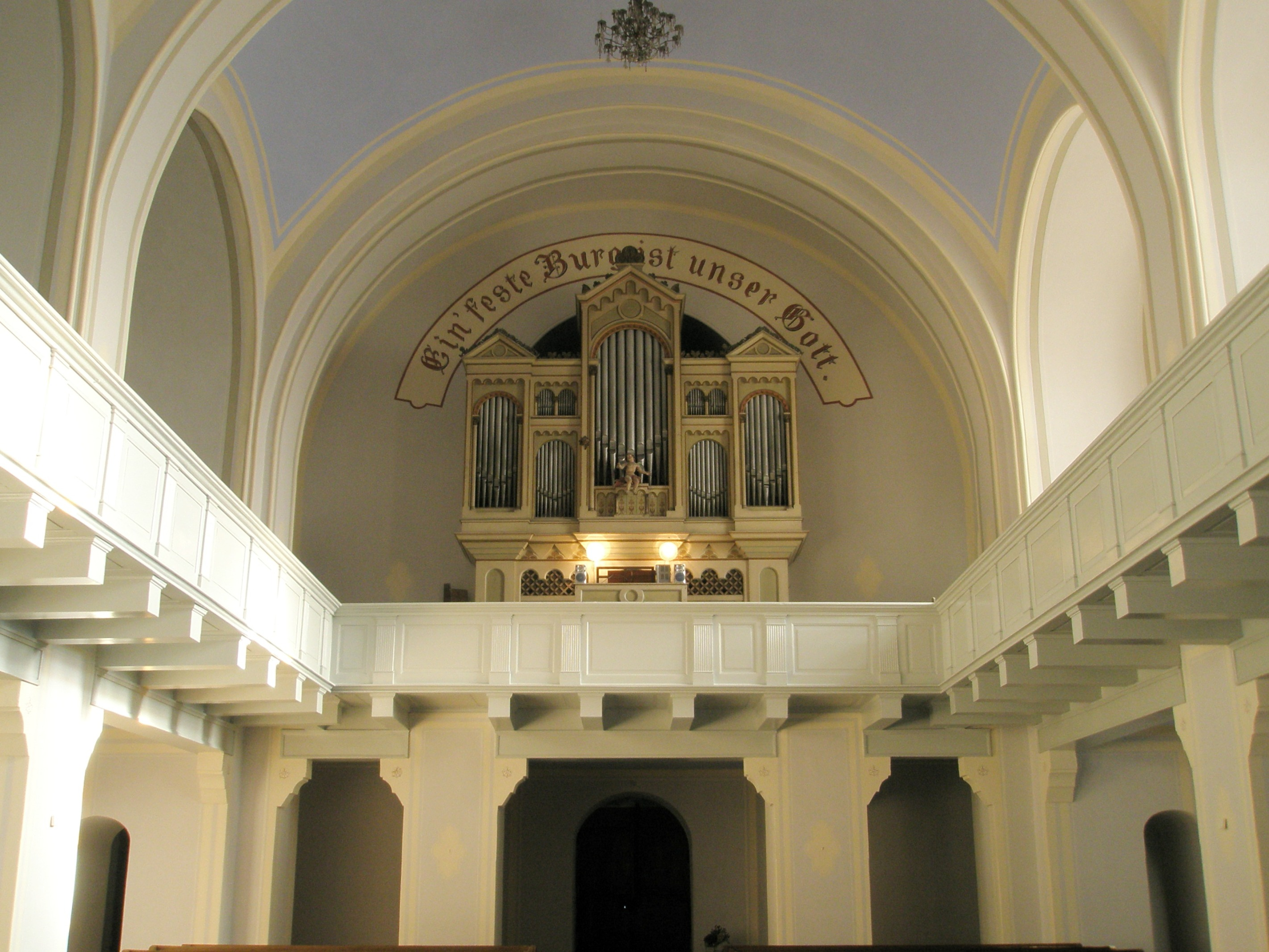
Psalmens inledningsord på orgelläktaren i tjeckiska Suchdolkapellet

Vår Gud är oss en väldig borg ("Ein feste Burg ist unser Gott") är en psalm skriven av Martin Luther från 1528.
|  |
|  |

## Texten
Texten hämtar sin inspiration i främsta hand från Psaltaren 46 men alluderar också på andra bibelställen, såsom Efesierbrevet 6:10–12 och Uppenbarelseboken 12:9–12. Den har uppfattats som en kampsång, men i psalmen är det Gud som strider mot djävulen och människan är passiv. Luther framhäver Guds ords makt i striden mot den onde.
Psalmen inleds 1695 med orden:
Wår Gudh är oss en wäldig borg
Han är wår sköld och wärja

## Översättning och tonsättning
Psalmen översattes till svenska 1536, troligen av Olaus Petri med titelraden "Wår Gudh är oss en wäldig borg". Inför 1819 års psalmbok skedde en bearbetning av Johan Olof Wallin 1816 och i 1937 års psalmbok blev psalmen för en tid "ståpsalm" och det anges att före Wallin hade Per Adolf Sondén gjort en bearbetning 1816, en insats som inte är medtagen i 1986 års psalmbok.

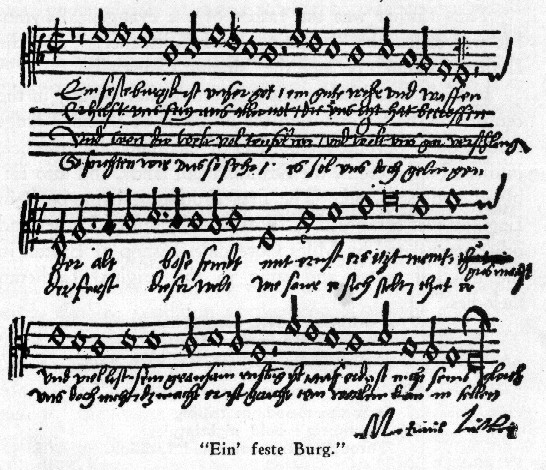
Handskrivna noter signerade av Martin Luther.

Melodin är en tonsättning av Martin Luther ur Geistliche Lieder från 1529 och samma som används till psalmen Vårt fäste i all nöd är Gud (1986 nr 477) och den äldre O mänska, hör det bud (endast 1819 nr 278). Pianisten Charles-Valentin Alkan har skrivit ett verk med koppling till psalmen: "Impromptu sur le choral de Luther: Un fort rempart est nôtre Dieu, opus 69 (1866) (tillägnad Francois Benoist)"

## I kulturen
Vår Gud är oss en väldig borg har ibland använts i olika politiska sammanhang. Att den användes under Trettioåriga kriget är knappast ägnat att förvåna. Under 1800-talet skulle den bli en av arbetarrörelsen mycket använd sång. Den sjöngs till exempel av de strejkande arbetarna i Sundsvallsstrejken 1879. När Finlands representant Juho Kusti Paasikivi på hösten 1939 (inför vinterkriget) reste till Moskva för förhandlingar med Sovjetunionen, följdes han till perrongen av en folkmassa som sjöng psalmen.
När Björn Borg-febern var som högst på 1970-talet travesterade Tage Danielsson något ironiskt psalmens inledningsrad till "Vår Borg är oss en väldig Gud."
En kort del av psalmen finns med i Gunnar Wennerbergs sång Hör oss, Svea som kopierades dit för att sammankoppla det svenska och lutherska under nationalismens framväxt under 1800-talet.
Tonsättningen och texten ingår delvis i musikalen Chess' Anthem.

## Publicerad i
- Swenske Songer eller wisor 1536 med titeln Wor gud är oss een weldigh borg under rubriken "Deus noster".[2]
- 1572 års psalmbok med titeln WÅR Gudh är oss en weldigh borg under rubriken "Någhra Davidz Psalmer".[3]
- Göteborgspsalmboken under rubriken "Om Gudz Ord och Försambling".[4]
- 1695 års psalmbok som nr  56 under rubriken "Kon. Davids Psalmer".
- 1819 års psalmbok som nr 124 under rubriken "Jesu andliga världsregering och vård om sin stridande församling".
- Stockholms söndagsskolförenings sångbok 1882 som nr 94 med verserna 1-4, under rubriken "Psalmer".
- Sionstoner 1889 som nr 472 verserna 1-4, under rubriken "Psalmer".
- Metodistkyrkans psalmbok 1896 som nr 389 under rubriken "Kristi kyrka".
- Hjärtesånger 1895 som nr 187 under rubriken "Vid bönestunder".
- Musik till Frälsningsarméns sångbok 1907 som nr 419.
- Svensk söndagsskolsångbok 1908 som nr 190 under rubriken "Guds barns trygghet".
- Lilla Psalmisten 1909 som nr 11 under rubriken "Guds makt och kärlek".
- Svenska Missionsförbundets sångbok 1920 som nr 1 under rubriken "Gud."
- Svenska Frälsningsarméns sångbok 1922 som nr 5 under rubriken "Inledningssånger och psalmer".
- Svensk söndagsskolsångbok 1929 som nr 131 under rubriken "Guds barns glädje och trygghet"
- Frälsningsarméns sångbok 1929 som nr 590 under rubriken "Begynnelse och avslutningssånger".
- Segertoner 1930 som nr 155 under rubriken "Guds storhet och makt".
- Sionstoner 1935 som nr 48 under rubriken "Guds lov".
- 1937 års psalmbok som nr 124 under rubriken "Tiden efter Påsk".
- Segertoner 1960 som nr 155
- Psalmer för bruk vid krigsmakten 1961 som nr 124 verserna 1-4.
- Frälsningsarméns sångbok 1968 som nr 725 under rubriken "Begynnelse Och Avslutning".
- Den svenska psalmboken 1986 som nr 237 under rubriken "Förtröstan - trygghet".
- Finlandssvenska psalmboken 1986 som nr 154 under rubriken "Kristi kyrka" med nogot annorlunda text än i Den svenska psalmboken.
- Lova Herren 1988 som nr 405 under rubriken "Guds barns trygghet och frid".